# André Esterhuizen

a Compétitions nationales et continentales officielles uniquement.

b Matchs officiels uniquement.
Dernière mise à jour le 16 août 2025.
Adriaan Pieter Esterhuizen, plus connu comme André Esterhuizen, né le 30 mars 1994 à Potchefstroom (Afrique du Sud), est un joueur de rugby à XV international sud-africain. Il évolue principalement au poste de centre, mais a occupé ponctuellement les postes d'arrière, d'ailier ou de demi d'ouverture. Il joue avec le club anglais des Harlequins en Premiership depuis 2020.

## Carrière

### En club
Né à Potchefstroom, André Esterhuizen est formé à l'académie de la province locale des Leopards, avec qui il joue jusqu'en 2013. En 2012, il écope d'une suspension de six mois pour injure raciale envers l’entraîneur adverse au cours d'un match du championnat lycéen. Il rejoint par la suite les Natal Sharks où il termine sa formation. En 2014, alors qu'il joue avec l'équipe des moins de 21 ans de la province, il est brièvement testé au poste de troisième ligne, en raison de son gabarit imposant (1,94 m pour 110 kg environ) et de sa vitesse. Cette expérience dure deux matchs, avant qu'il ne retrouve son poste de prédilection de centre.
Il commence sa carrière professionnelle avec cette même équipe en 2013 en Vodacom Cup,.
L'année suivante, il joue avec la franchise des Sharks un match amical de pré-saison contre les Saracens, au cours duquel il se fait remarquer. Il est ensuite retenu dans l'effectif de la franchise de Durban pour disputer la saison 2014 de Super Rugby,. Il joue son premier match le 22 mars 2014 contre les Bulls,. C'est l'unique match de Super Rugby qu'il dispute en 2014, mais son contrat est prolongé pour trois saisons supplémentaires,. Plus tard la même année, il dispute également la Currie Cup avec les Natal Sharks. 
À partir de la saison 2015, il s'impose au poste de premier centre, où grâce à sa puissance physique, il gagne souvent la ligne d'avantage en attaque,. En avril 2017, son entraîneur Robert du Preez dit de lui qu'il est le meilleur premier centre sud-africain.
Il rejoint en 2017 le club japonais des Munakata Sanix Blues qui évolue en Top League, tout en continuant à jouer en Super Rugby avec les Lions. Lors de sa première saison, il joue seize matchs, dont quatre au poste de demi d'ouverture et trois à l'arrière. Il affirme par la suite que ce transfert au Japon, où le jeu est plus ouvert, lui a permis de progresser au niveau de la technique individuelle, surtout au niveau de qualité de passe et la faculté à faire jouer après contact.
En 2020, il quitte l'Afrique du Sud pour rejoindre le club anglais Harlequins évoluant en Premiership, en échange d'une importante augmentation de salaire,. Avec cette équipe, il remporte le championnat en 2021. Il prend une part prépondérante de l'obtention du titre, au point d'être considéré comme l'un des meilleurs joueur de Premiership à son poste,,. Peu après le titre, il prolonge son contrat avec le club londonien sur une longue durée.

### En équipe nationale
André Esterhuizen a joué avec l'équipe d'Afrique du Sud des moins de 20 ans dans le cadre du championnat du monde junior 2014.
Il est sélectionné pour la première fois avec les Springboks en mai 2018 par le nouveau sélectionneur Rassie Erasmus. Il obtient sa première cape internationale avec l'équipe d'Afrique du Sud le 2 juin 2018 à l’occasion d’un test-match contre l'équipe du pays de Galles à Washington DC,.
En 2019, il n'est pas retenu dans le groupe de 31 joueurs pour disputer la coupe du monde au Japon, lui étant préféré l'expérimenté Francois Steyn de retour en sélection.

## Palmarès

### En club
- Vainqueur du Championnat d'Angleterre en 2021 avec les Harlequins.

### En équipe nationale
- Vainqueur du Rugby Championship en 2019 avec l'équipe d'Afrique du Sud.

### Distinctions personnelles
- Membre de l'équipe type du United Rugby Championship en 2025.

## Statistiques
Au 30 octobre 2024, André Esterhuizen compte 19 capes en équipe d'Afrique du Sud, dont 17 en tant que titulaire, depuis le 2 juin 2018 contre l'équipe du pays de Galles à Washington DC. 
Il participe à deux éditions du Rugby Championship, en 2018 et 2019. Il dispute quatre rencontres dans cette compétition.